# Виноградов, Алексей Яковлевич
Алексей Яковлевич Виноградов — советский военный, государственный и политический деятель, генерал-майор.

## Биография
Родился в 1917 году в Грязовце. Член КПСС с 1941 года.
С 1935 года — на военной службе, общественной и политической работе. В 1935—1973 гг. — командир взвода, командир батареи, заместитель командира полка, начальник штаба 1-й артиллерийской бригады, командир артполка, главный артиллерийский советник Советских войск в Румынии, командир артиллерийских бригад, командир 1-й ракетной бригады, начальник Сумского артиллерийского училища.
Делегат XXII съезда КПСС.
Умер в Санкт-Петербурге в 2003 году, похоронен на Серафимовском кладбище.